# Les Pieds dans le plâtre

Les Pieds dans le plâtre est un film français réalisé par Jacques Fabbri et Pierre Lary, sorti en 1965.

## Synopsis
Un garçon boucher, amoureux de la fille de l'un de ses voisins, baron désargenté, se voit en butte à des difficultés financières alors qu'il vient d'entreprendre la construction d'un immeuble sur le terrain dont il a hérité.

## Fiche technique
- Titre : Les Pieds dans le plat
- Réalisation : Jacques Fabbri et Pierre Lary
- Scénario : Jacques Fabbri, Henri Grangé et André Maheux
- Photographie : Georges Barsky
- Montage : Bob Wade
- Musique : Edgar Bischoff
- Société de production : Films Luciana
- Pays d'origine :  France
- Durée : 80 minutes
- Date de sortie : France, 18 février 1965

## Distribution
- Colette Renard : Irène
- Jacques Fabbri : Achille
- Claude Piéplu : le baron
- Charles Charras : Bolozon
- Charles Lavialle : le pépé
- Angelo Bardi : Angelo
- Françoise Seigner : Mme Bolozon
- Luis Mariano : l'agriculteur
- Juliette Hervieu : Mme Gilley
- André Gille : Cregut
- Arlette Gilbert : Mme Cregut
- Jacqueline Rouillard : la baronne
- Gabriel Jabbour : M. Gaby
- Annick Alane
- Hélène Callot : Nicole